# Удзілаурта
Удзілаурта (груз. უძილაურთა) — село в Грузії.
За даними перепису населення 2014 року в селі проживає 15 осіб.